# Lesný
Lesný je nejvyšší hora Slavkovského lesa. Nachází se v okrsku Kynžvartské vrchoviny a je zároveň nejvyšším bodem v okrese Cheb. Leží poblíž Lazů, místní části obce Lázně Kynžvart, na území obce Dolní Žandov v k. ú. Úbočí u Dolního Žandova. Jeho nadmořská výška je 983 metrů.
Dřívější názvy hory jsou Špičák a Judenhau, název Lesný byl zaveden v roce 1946. Vrcholové partie patří k místům s nejnižší průměrnou roční teplotou ve Slavkovském lese, kolem 5 °C a s nejvyšším ročním srážkovým úhrnem – více než 900 mm.

## Přístup
Na vrchol vede široký průsek převážně smrkovým lesem. Vrcholem prochází také hranice CHKO Slavkovský les. Na vrcholu stávala dřevěná vojenská pozorovatelna, která byla v 80. letech 20. století zbořena a odstraněna. Rozhled z vrcholu je vlivem zalesnění pouze jižním a západním směrem, je vidět vrch Dyleň v Českém lese a malá část Smrčin.
Přibližně 1 km dlouhá přístupová trasa na vrchol vede od silnice Lazy – Lázně Kynžvart po modré turistické stezce z Vysokého sedla. U vrcholové kóty stojí na malé loučce dřevěný odpočinkový altán.